# La Revanche de Lassie

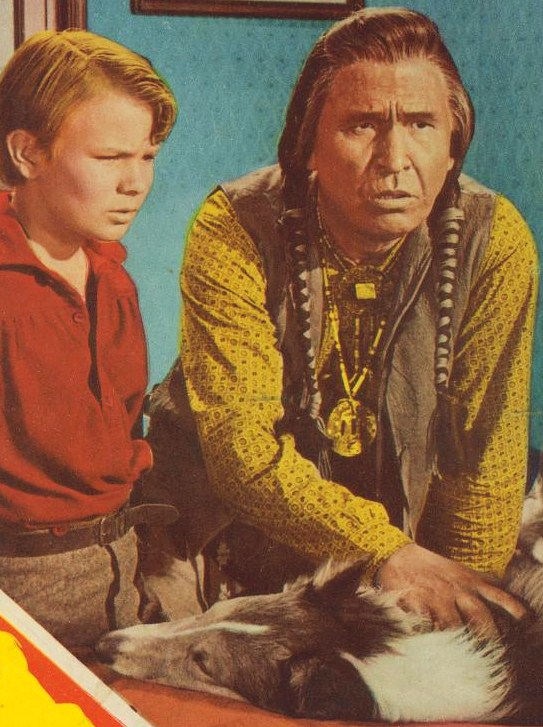
Gary Gray en chef comanche dans le film.

La Revanche de Lassie ( The Painted Hills) est un western américain réalisé par Harold F. Kress et sorti en 1951.

## Synopsis
Jonathan Harvey, un prospecteur d'or dont le fidèle compagnon est un colley descendant de Lassie nommé Shep, s'occupe de la famille de Martha Blake, veuve, et de son fils Tommy. Après des années à creuser dans les collines de Californie , il trouve enfin de l'or. Cependant, avant de pouvoir le partager avec les Blake, son partenaire avide Lin Taylor tue Jonathan et tente de revendiquer l'or. Il empoisonne Shep, qui manque de mourir, et tue presque Tommy, mais finalement Shep récupère et conduit Lin dans les montagnes, où il fait une chute mortelle depuis une falaise.

## Fiche technique
- Titre original :  The Painted Hills
- Réalisation : Harold F. Kress

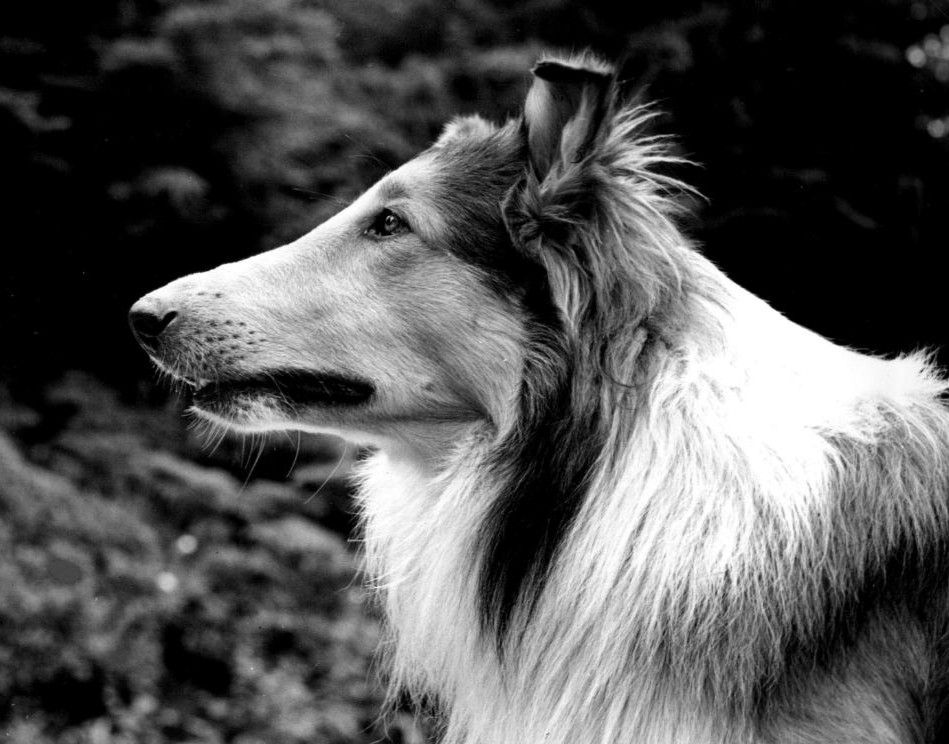
Lassie.

- Scénario : True Boardman d'après Shep of the Painted Hills, roman d'Alexander Hull paru en 1930.
- Musique : Daniele Amfitheatrof
- Photographie : Alfred Gilks, Harold Lipstein
- Montage : Newell P. Kimlin
- Production : Kenneth Bennett, Chester M. Franklin
- Société de distribution : Metro-Goldwyn-Mayer
- Format : couleur (Technicolor)
- Durée : 68 minutes
- Dates de sortie :
  - États-Unis : 26 avril 1951
  - Belgique: 4 juillet 1952

## Distribution
- Pal (credité  "Lassie") : Shep le chien
- Paul Kelly : Jonathan Harvey - Good Oldtime Prospector
- Bruce Cowling : Lin Taylor - Gold Fever Bad Partner
- Gary Gray : Tommy Blake - le garçon
- Ann Doran as Martha Blake - la mère de Tommy
- Art Smith : Pilot Pete - Parson
- Andrea Virginia Lester : Mita
- Chief Yowlachie : Bald Eagle - Indian Vet
- Brown Jug Reynolds : Red Wing

## Statut du film
Comme d'autres films produits par la MGM au premier semestre 1951, ce film est dans le domaine public depuis que la société de production a négligé d'en renouveler les droits